# Teya Dora
Теодора Павловска (Бор, 1. мај 1992), позната као Teya Dora (транскр.  Теја Дора), српска је певачица, композиторка и продуценткиња. Прву песму, под називом Да на мени је, објавила је 2018. године, а значајнију популарност је постигла синглом Џанум из 2023.  
Такође је писала песме и за друге извођаче, као што су Николија, Наташа Беквалац, Јована Николић, Анастасија и Зои.

## Биографија
Теодора Павловска је рођена 1. маја 1992. године у Бору, СР Југославији. Теодорина мајка је новинарка Јасна Јојић. Упоредо са средњом школом у Београду је похађала и Музичку школу „Др. Војислав Вучковић” на одсеку за клавир. Павловска је затим постала стипендиста на Музичком колеџу Беркли у Бостону, где је студирала певање. На колеџу је била у генерацији са Чарлијем Путом. Певала је пратеће вокале за америчке извођаче, као што су добитници награде Греми Пети Остин, Сидах Гeрет, Џери Ален и Валери Симпсон. Након дипломирања је једно време живела у Њујорку где је писала песме на енглеском језику у оквиру продукцијске куће ARKTKT Publishing.
На музичкој сцени у Србији се пробила 2018. године са песмом Нема лимита, коју је урадила за Николију. Павловска је затим наставила да пише песме за за друге српске извођаче, попут Дођи мами (2019) за Наташу Беквалац, Јасно ми је за Зои и Пази се (2020) за Јовану Николић. Своју певачку каријеру је започела синглом Да на мени је, који је објавила јула 2019. године за издавачку кућу Басивити. У марту 2020. године, је затим објавила Олује за телевизијсу серију Јужни ветар.
Марта 2023. године је објавила сингл Џанум за потребе телевизијске серије Јужни ветар: На граници. Песма је остварила комерцијални успех поставши вирална на друштвеној мрежи ТикТок. Дана 22. маја Џанум је заузео четврто место на глобалној топ-листи највиралнијих песама на Спотифају. Теја Дора је у јуну такође постала трећи српски извођач који је прешао милион месечних слушалаца на том стриминг сервису, а друго двоје музичара, Констракта и Luke Black, су доживели тај успех непосредно након учешћа на Песми Евровизије. Сингл се крајем априла позиционирао на шестом месту Билбордове музичке лествице у Хрватској.
Дана 21. децембра 2023. године је објављен списак учесника Песме за Евровизију '24, српског националног финала за Песму Евровизије 2024, а међу учесницима се нашла и Теја Дора са песмом Рамонда. Песма је објављена 25. јануара 2024, заједно са свим осталим песмама са такмичења. Дана 29. фебруара се пласирала у финале такмичења из другог полуфинала, у ком је победила у гласању стручног жирија и публике. У финалу, победила је са 12 поена жирија и 10 поена публике и представљала Србију на Песми Евровизије 2024. у Малмеу. Пласирала се из првог полуфинала на десетом месту. У финалу Песме Евровизије освојила је 17. место.

## Дискографија
Синглови
- Да на мени је (2019)
- Олује (2020)
- Улице (2021) са Николијом
- У илегали (2022)
- Вози ме (2022)
- Џанум (2023)
- АТаМала (2023) са Албином
- Рамонда (2024)

### Песме за друге извођаче
| Назив          | Година | Извођач         |
| -------------- | ------ | --------------- |
| Нема лимита    | 2018.  | Николија        |
| Yin & Yang     | 2019.  | Николија        |
| Дођи мами      | 2019.  | Наташа Беквалац |
| Јасно ми је    | 2020.  | Зои             |
| Пази се        | 2020.  | Јована Николић  |
| No Plaky       | 2020.  | Николија        |
| High Life      | 2020.  | Николија        |
| Vidim te       | 2021.  | Meta            |
| Дивља орхидеја | 2021.  | Николија        |
| Готово         | 2021.  | Анастасија      |
| Јануар         | 2022.  | Мета            |
| Додоле         | 2022.  | Николија        |
|                | 2022.  | Николија        |
| У тами         | 2022.  |                 |
| Брани ме       | 2023.  | Анастасија      |
| После мене     | 2023.  |                 |